# صادق فطرت ناشناس
محمدصادق فطرت مشهور به ناشناس خوانندهٔ افغانستانی است که آهنگ‌های وی به زبان‌های فارسی، پشتو و اردو/هندی می‌باشد.

## زندگی
ناشناس در سال ۱۹۳۵ (میلادی) در قندهار افغانستان متولد شد. بعد از کودکی به هندوستان رفت و در شهر دهلی تا صنف هفتم مکتب درس خواند بعد دوباره به افغانستان برگشت و تحصیلات دوران مکتب را در لیسه حبیبیه کابل به پایان رسانید او همزمان در دانشگاه کابل راه یافت و از دانشکده‌های حقوق و علوم سیاسی و اقتصاد فارغ شد. او بعد از چند مدت کار به عنوان مدیر در رادیو افغانستان برای ادامهٔ تحصیلات عالی در رشتهٔ ادبیات و زبان روسی به شوروی رفت و پس از دریافت لیسانس در رشتهٔ ادبیات و زبان روسی همچنان موفق به دریافت درجهٔ دُکتُرا در رشتهٔ ادبیات پشتو شد. صادق فطرت در آغاز به خودش بیباک بعد پرواز تخلص گذاشته بود و بالاخره در سال ۱۹۵۴ (میلادی) تخلص ناشناس را برای خودش انتخاب کرد.
در‭ ‬۲۶‭ ‬سپتمبر‭ ‬۱۹۹۱‭ ‬دولت‭ ‬انگلستان‭ ‬پناهندگی‭ ‬داکتر‭ ‬ناشناس‭ ‬را‭ ‬می‭ ‬پذیرد‭ ‬و‭ ‬با‭ ‬خانواده‭ ‬به‭ ‬انگلستان‭ ‬می‌روند.